# Asia (JAYWALKのアルバム)
『Asia』（エイジア）は、JAYWALK19枚目のオリジナル・アルバム。2002年4月24日、meldacから発売された。

## 概要
「I’m all right」より10ヶ月振りの新作。14年間所属したmeldacからの最後のアルバム。「どんなに時が流れたあとも」「REASON -小さな君へ-」の再録ヴァージョンを収録。

## 収録曲
全編曲：JAYWALK
1. Once upon a time in Asia
作詞・作曲：知久光康
2. 大海 〜DA HAI〜
作詞・作曲：陳大力／日本語詞：知久光康
3. いかないで 〜我願意〜
作詞：姚謙／日本語詞：知久光康／作曲：黄國倫
4. 再回首 〜ZAI HUI SHOU〜
作詞：POON YUE LEUNG／訳詞：陳樂融／作曲：LO LOWELL WOK
5. 父さんと母さんのメロディ
作詞・作曲：知久光康
6. 太陽と俺
作詞：知久光康／作曲：杉田裕
7. どんなに時が流れたあとも (New Version)
訳詞：黄慶元／作曲：杉田裕
8. 絆
作詞・作曲：知久光康
9. あなたのそばに
作詞：郭子／日本語詞：知久光康／作曲：ウ・ユィカン
10. REASON -小さな君へ- (New Version)
作詞：知久光康／作曲：杉田裕
11. 思い出のはずなのに 〜心動〜
作詞：林夕／日本語詞：知久光康／作曲：黄韻玲
12. 君
作詞・作曲：知久光康